# 古賀寛之
古賀 寛之（こが ひろゆき、1978年1月27日 - ）は、日本の男性声優。石川県出身。

## 人物
趣味と特技は模型製作、書道、水泳、弓道。
日本ナレーション演技研究所→劇団ヴォアレーヴ。以前はアイムエンタープライズに所属していた。 

## 出演
太字はメインキャラクター。

### テレビアニメ
2001年
- チャンス〜トライアングルセッション〜（業界関係者A、スタッフB）

### ゲーム
2001年
- Canvas 〜セピア色のモチーフ〜　※DC

2004年
- Sequence Palladium 3 泡沫の天地（シグニアス=イブン）※PC
- 帝国千戦記（孟元堅）※PC

2005年
- サムライスピリッツ 天下一剣客伝（覇王丸、服部半蔵、ナインハルト・ズィーガー）
- ブルーフロウ（黒帯）

2006年
- 乙女の事情
- パレドゥレーヌ（ディクトール）※PC
- ひだまり（門松一郎）
- ブルーブラスター（ブレッド・ツァーリ）

2007年
- パレドゥロワイアル（ディクトール）※PC
- パレドゥレーヌ -Palais de Reine-（ディクトール）※PS2
- サムライスピリッツ 六番勝負（覇王丸、服部半蔵、ナインハルト・ズィーガー）※リメイクPS2版

2008年
- パレドゥカルナヴァル（ディクトール）※PC

2011年
- Princess Frontier Portable　※PSP
- ましろ色シンフォニー *mutsu-no-hana　※PSP

2012年
- あまつみそらに! 雲のはたてに（帷政雄）※PSP